# Bmibaby
bmibaby war eine britische Billigfluggesellschaft mit Sitz in Castle Donnington und ein Tochterunternehmen der bmi. 

## Geschichte

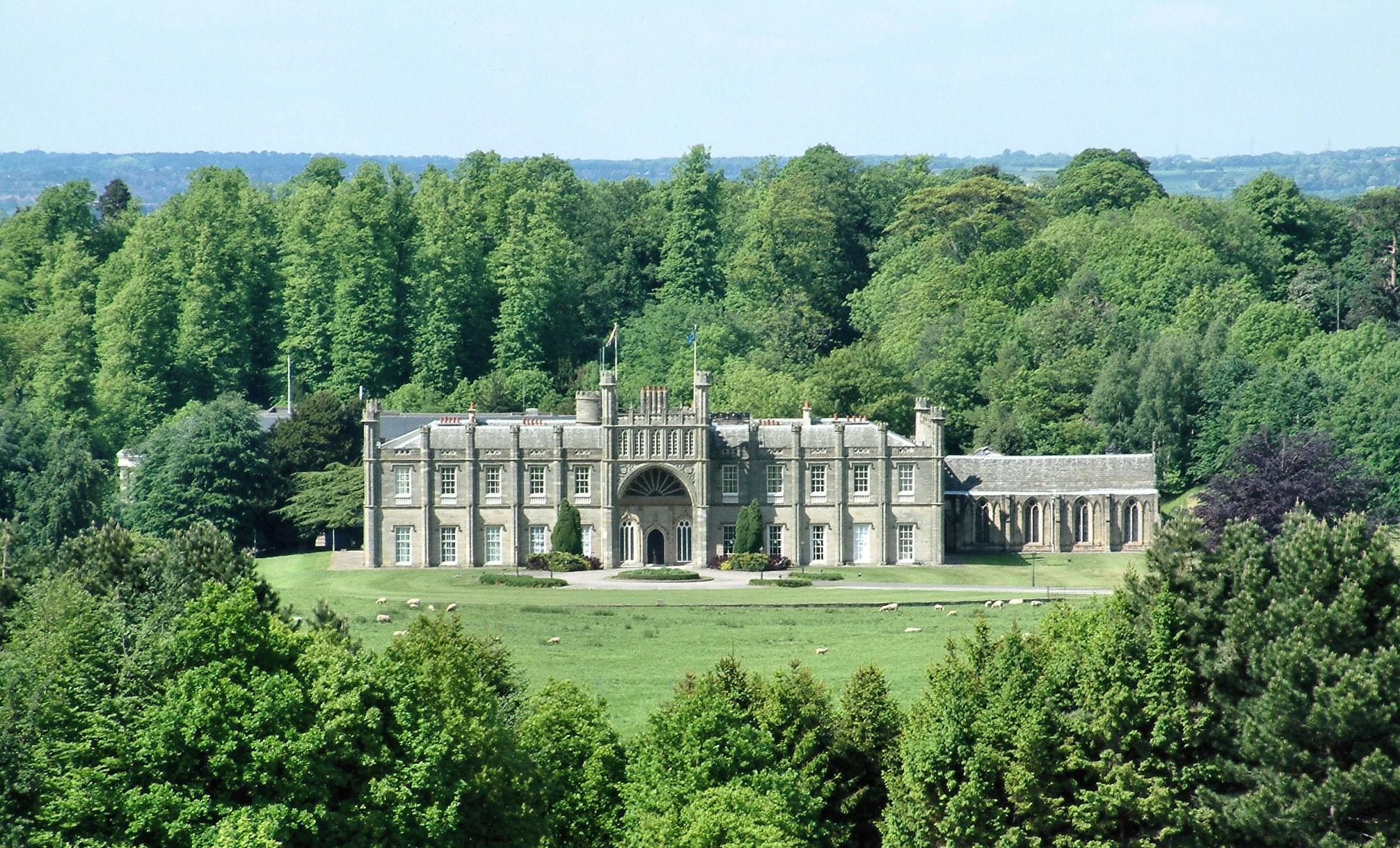
Donington Hall, der Sitz von bmibaby

Die Airline wurde am 17. Januar 2002 als Tochterunternehmen der Deutschen Lufthansa und der British Midland Airways (kurz bmi) gegründet und hob am 22. März 2002 zu ihrem Jungfernflug von East Midlands nach Málaga ab. 
Seit Juni 2005 bot die Airline auch Sitze auf Verbindungen der Muttergesellschaft bmi an, um mehr Flughäfen innerhalb Europas bedienen zu können. bmibaby war jedoch im Gegensatz zu bmi – die im Mai 2012 ebenfalls wieder austrat – nie Mitglied oder Partner der Star Alliance. 
Bis 2006 betrieb bmibaby eine weitere Basis auf dem Flughafen Durham Tees Valley, die jedoch aufgegeben wurde.
Im November 2009 gab bmibaby bekannt, dass im Rahmen einer durch das aktuell schwierige Branchenumfeld erforderlichen Neustrukturierung bis zu 158 Mitarbeiter entlassen und die Flotte von 17 auf 12 Maschinen verkleinert werden soll.
Im Oktober 2011 wurden die Basen in Cardiff und Manchester zugunsten einer neu eröffneten Basis in Belfast geschlossen.
Ende 2011 leitete die Eigentümerin Lufthansa den Verkauf der Muttergesellschaft bmi an IAG ein, bmibaby soll jedoch von bmi getrennt und separat verkauft werden. Im Februar 2012 sei eine entsprechende Vereinbarung mit einem bisher ungenannten britischen Unternehmen geschlossen worden, dass bmibaby bis zum Sommer 2012 von bmi übernehmen würde. Wenig später wurde jedoch berichtet, dass mehrere potentielle Interessenten kein Gebot abgeben würden und die Käufersuche weiterliefe. Im Mai 2012 wurde angekündigt, dass ab Juni 2012 insgesamt 21 Routen, darunter alle Ziele ab Belfast City, nicht mehr bedient werden. Die restlichen Routen endeten wie bereits im Mai 2012 angekündigt am 9. September 2012, womit bmibaby zu diesem Termin den Betrieb einstellte. Konkurrenten wie Jet2.com und Flybe haben die Übernahme mehrerer Routen der bmibaby angekündigt.

## Flugziele
bmibaby flog zuletzt von ihren Basen auf den Flughäfen Belfast-City, East Midlands und Birmingham zu insgesamt 36 Städte- und Urlaubszielen innerhalb Europas, beispielsweise Paris, Prag, Venedig, Menorca, Genf und Glasgow. Einzige Ziele im deutschsprachigen Raum waren sowohl der Flughafen Köln/Bonn, der vom East Midlands Airport aus bis zum Mai 2012 angeflogen wurde, als auch seit Herbst 2010 München ab East Midlands und ab Cardiff – diese Routen wurden jedoch ebenfalls wieder eingestellt.

## Flotte
Bei Betriebseinstellung im September 2012 bestand die Flotte der bmibaby aus 14 Flugzeugen mit einem Durchschnittsalter von 16,2 Jahren:
- 12 Boeing 737-300
- 02 Boeing 737-500